# Les Nans
Les Nans là một xã trong vùng hành chính Franche-Comté, thuộc tỉnh Jura, quận Lons-le-Saunier, tổng Champagnole. Tọa độ địa lý của xã là 46° 47' vĩ độ bắc, 05° 58' kinh độ đông. Les Nans nằm trên độ cao trung bình là 670 mét trên mực nước biển, có điểm thấp nhất là 635 mét và điểm cao nhất là 906 mét. Xã có diện tích 8.05 km², dân số vào thời điểm 1999 là 83 người; mật độ dân số là 10 người/km².

## Thông tin nhân khẩu
| 1962 | 1968 | 1975 | 1982 | 1990 | 1999 |
| ---- | ---- | ---- | ---- | ---- | ---- |
| 99   | 104  | 89   | 116  | 100  | 83   |

## Địa điểm tham quan
Di tích còn lại của lâu đài La Berne từ thế kỉ thứ 13.